# Voçoroca

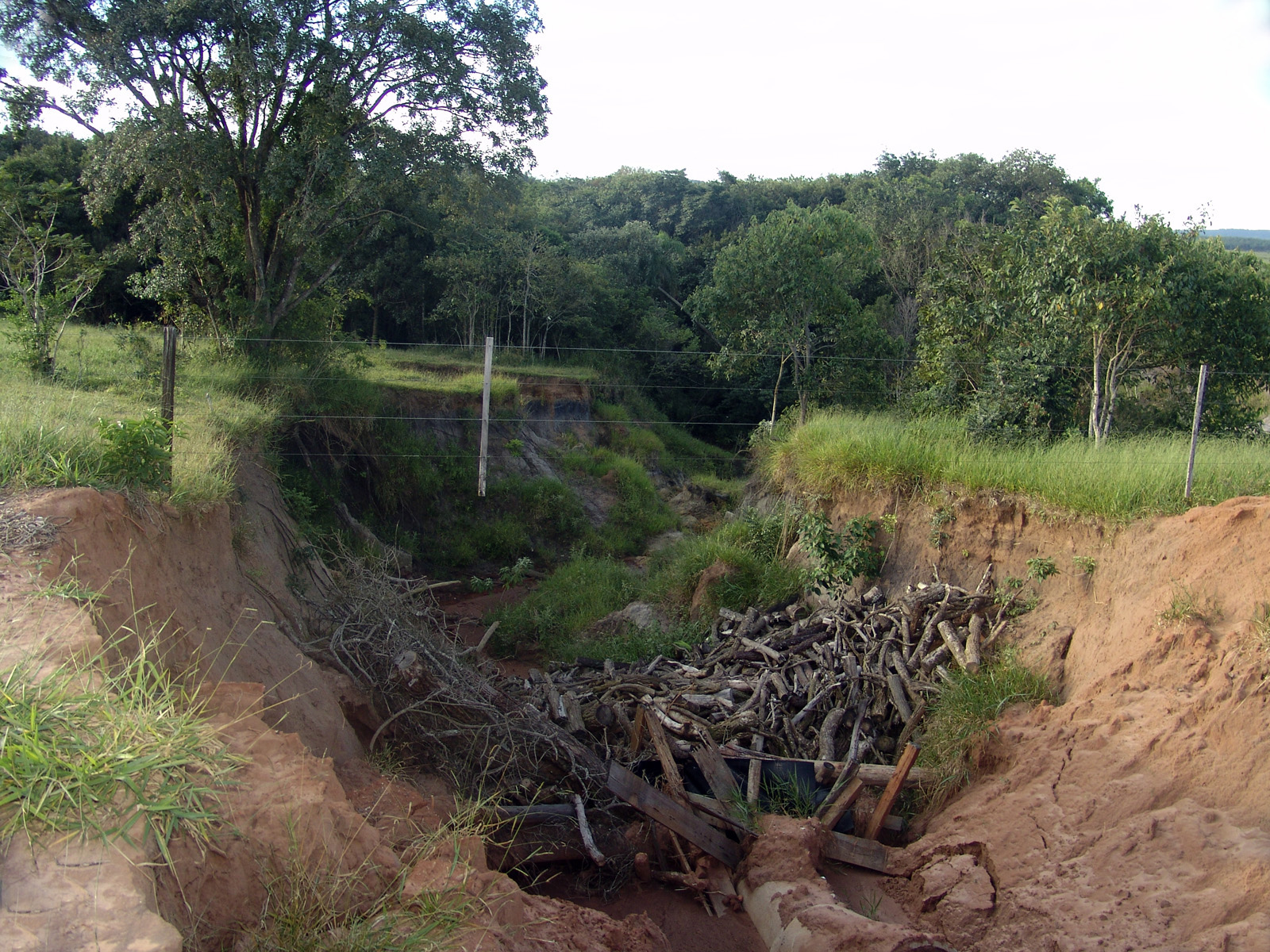
Voçoroca em Avaré

Voçoroca, boçoroca ou buracão é um fenômeno geológico que consiste na formação de grandes buracos de erosão causados pela água da chuva e intempéries em solos onde a vegetação não protege mais o solo, que fica cascalhento e suscetível de carregamento por enxurradas. A voçoroca torna o solo pobre, seco, quimicamente morto e nada fecundo.

## Etimologia
Os termos "voçoroca" e "boçoroca" têm origem no termo tupi antigo ybysoroka, que significa "terra rasgada" (yby, "terra" + sorok, "rasgar-se, romper-se" + a, sufixo substantivador).

## Descrição
São causadas pelo intemperismo físico da ação pluvial e são considerados ações erosivas. Os sedimentos decorrentes dessas ações climáticas são deslocados para as partes mais baixas e ali depositados. Formam-se, assim, os colúvios e depósitos de encosta, caracterizando o processo de sedimentação.
A voçoroca pode ser prevenida com o plantio de árvores na beira dos buracos para evitar que o fluxo da água leve, consigo, terra e sedimentos, que são retidos por suas raízes. Devem, também, ser escavadas caixas de retenção ou drenagem da água para interromper o caudal. É um fenômeno prejudicial, pois destrói terras cultiváveis e colabora para o assoreamento de rios.